# Monterey Grand Prix 1996
Monterey Grand Prix 1996 var ett race som kördes den 8 september på Laguna Seca Raceway. Det var den sista tävlingen i CART för säsongen 1996. Den vanns av Alex Zanardi tack vare att han körde om Bryan Herta i den brant utförsluttande korkskruvsbanan. Omkörningen var kontroversiell då Zanardi använde sig av asfaltsremsan bredvid banan för att ta sig igenom kurvan, efter att uppenbart ha bromsat för sent för att kunna ta kurvan i det stipulerade området. Han fick dock behålla segern. I skuggan av detta säkrade Jimmy Vasser sin enda CART-titel genom en fjärdeplats, vilket gjorde att Michael Andrettis niondeplats blev irrelevant för mästerskapets slutställning, då en fjärdeplats hade varit bra nog, oavsett Andrettis placering.

## Slutresultat
| Plats | Förare                | Team                     | Grid | Kvaltid  |
| ----- | --------------------- | ------------------------ | ---- | -------- |
| 1     | Alex Zanardi          | Chip Ganassi Racing      | 1    | 1.08,004 |
| 2     | Bryan Herta           | Team Rahal               | 2    | 1.08,019 |
| 3     | Scott Pruett          | Patrick Racing           | 10   | 1.08,830 |
| 4     | Jimmy Vasser          | Chip Ganassi Racing      | 5    | 1.08,298 |
| 5     | Maurício Gugelmin     | PacWest Racing           | 3    | 1.08,188 |
| 6     | Greg Moore            | Forsythe Racing          | 6    | 1.08,679 |
| 7     | Bobby Rahal           | Team Rahal               | 9    | 1.08,783 |
| 8     | Jan Magnussen         | Marlboro Team Penske     | 16   | 1.09,473 |
| 9     | Michael Andretti      | Newman/Haas Racing       | 11   | 1.08,948 |
| 10    | Christian Fittipaldi  | Newman/Haas Racing       | 8    | 1.08,757 |
| 11    | Adrián Fernández      | Tasman Motorsports       | 20   | 1.09,594 |
| 12    | Roberto Moreno        | Payton/Coyne Racing      | 23   | 1.10,359 |
| 13    | Parker Johnstone      | Comptech Racing          | 12   | 1.08,954 |
| 14    | Davy Jones            | Galles Racing            | 21   | 1.09,616 |
| 15    | Robby Gordon          | Walker Racing            | 15   | 1.09,442 |
| 16    | Al Unser Jr.          | Marlboro Team Penske     | 13   | 1.09,035 |
| 17    | Richie Hearn          | Della Penna Motorsports  | 24   | 1.10,774 |
| 18    | Scott Goodyear        | Walker Racing            | 27   | 1.10,953 |
| 19    | André Ribeiro         | Tasman Motorsports       | 7    | 1.08,739 |
| 20    | Raul Boesel           | Brahma Sports Team       | 22   | 1.09,831 |
| 21    | Stefan Johansson      | Bettenhausen Motorsports | 19   | 1.09,583 |
| 22    | Max Papis             | Arciero-Wells Racing     | 17   | 1.09,514 |
| 23    | Hiro Matsushita       | Payton/Coyne Racing      | 26   | 1.10,946 |
| 24    | Mark Blundell         | PacWest Racing           | 4    | 1.08,232 |
| 25    | Gil de Ferran         | Jim Hall Racing          | 14   | 1.09,118 |
| 26    | Michel Jourdain Jr.   | Dick Simon Racing        | 25   | 1.10,780 |
| 27    | P.J. Jones            | All American Racing      | 29   | 1.11,371 |
| 28    | Juan Manuel Fangio II | All American Racing      | 28   | 1.11,150 |
| 29    | Paul Tracy            | Marlboro Team Penske     | 18   | 1.09,580 |